# Liselotte Becker-Egner
Liselotte Becker-Egner (* 25. Juli 1931 in Augsburg; † 22. Januar 2015 ebenda) war eine deutsche Opernsängerin (Sopran) und Gesangspädagogin.

## Leben
Becker-Egner begann ihre Sängerlaufbahn am Stadttheater Augsburg, wo sie von 1950 bis 1954 als Choristin und 1954 bis 1956 als Solistin engagiert war. Werner Egk hatte die 23-jährige Sopranistin entdeckt und wünschte sie sich für die Partie der Gretel in seiner Oper Die Zaubergeige. Von 1956 bis 1960 war Becker-Egner festes Ensemblemitglied am Landestheater Coburg. Dort übernahm sie anfänglich Soubrettenrollen, später dann lyrische Partien wie die Pamina in der Zauberflöte oder die Elsa in Lohengrin. 1960 folgte ein Engagement an die Staatsoper Stuttgart, der sie bis 1982 angehörte. Dort sang und spielte sie u. a. mit Fritz Wunderlich, Josef Traxel, Wolfgang Windgassen, Erika Köth, Anny Schlemm, Hetty Plümacher sowie Martha Mödl. In Stuttgart hatte sie Erfolge als Konstanze sowie als Blondchen in der Die Entführung aus dem Serail, als Despina in Così fan tutte, als Ännchen in Der Freischütz sowie als Adele in der Operette Die Fledermaus.
Kammersängerin Becker-Egner gastierte an den nationalen und internationalen großen Opernbühnen der Welt, darunter Aachen, München, Köln, Hamburg, Gent, Buenos Aires, Edinburgh, Mailand, Basel, Paris und Wien. Ab 1977 unterrichtete sie Gesang zunächst in Stuttgart und ab 1981 bis 2000 am Augsburger Leopold-Mozart-Konservatorium. Zu ihren Schülern zählt Gerhard Siegel.
Becker-Egner war auch eine national wie international tätige Konzertsängerin. Durch Begegnungen mit den Komponisten Peter Kreuder und Franz Grothe fand sie in den 1970er Jahren den Einstieg in die gehobene Unterhaltungsmusik. Ein Höhepunkt ihrer Laufbahn war ein Empfang bei Queen Elizabeth II. Sie ist ferner auf zahlreichen Einspielungen vertreten.